# Keystone Air Service
Keystone Air Service Ltd., действующая как Keystone Air Service — канадская авиакомпания местного значения, работающая на рынке чартерных авиаперевозок провинции Манитоба. Компания выполняет чартерные рейсы по всей территории дальнего севера Канады.

## Флот
По состоянию на август 2008 года воздушный флот авиакомпании Keystone Air Service составляли следующие самолёты:
- 1 Raytheon Beech B99
- 1 Piper Navajo
- 4 Piper Chieftain
- 3 Beechcraft King Air 200